# The Smashing Pumpkins diskografi
The Smashing Pumpkins är en amerikansk alternativ rockgrupp bildad i Chicago 1988. Bandet har gett ut åtta studioalbum, ett livealbum, sex samlingsalbum (varav två samlingsboxar), sex EP-skivor, 43 singlar, fyra videoalbum och 26 musikvideor. Diskografin omfattar även fem icke-kommersiella album som släppts i marknadsföringssyfte.

## Album

### Studioalbum
| År                                                 | Albumdetaljer | Topplaceringar | Topplaceringar | Topplaceringar | Topplaceringar | Topplaceringar | Topplaceringar | Topplaceringar | Topplaceringar | Topplaceringar | Topplaceringar | Certifikat                                                     |
| År                                                 | Albumdetaljer | USA            | AUS            | BEL            | KAN            | FRA            | TYS            | IRL            | NED            | NZ             | UK             | Certifikat                                                     |
| -------------------------------------------------- | --- | -------------- | -------------- | -------------- | -------------- | -------------- | -------------- | -------------- | -------------- | -------------- | -------------- | -------------------------------------------------------------- |
| 1991                                               | Gish - Släppt: 28 maj 1991 - Skivbolag: Caroline, Hut - Format: CD, kassett, LP                                                                       | 195            | 51             | —              | 125            | —              | —              | —              | —              | 40             | —              | - USA: Platina - UK: Silver                                    |
| 1993                                               | Siamese Dream - Släppt: 27 juli 1993 - Skivbolag: Virgin - Format: CD, kassett, 2×LP                                                                  | 10             | 7              | —              | 3              | —              | 64             | 50             | 22             | 3              | 4              | - USA: 4× Platina - KAN: 4× Platina - SVE: Guld - UK: Guld     |
| 1995                                               | Mellon Collie and the Infinite Sadness - Släppt: 24 oktober 1995 - Skivbolag: Virgin - Format: 2×CD, 2×kassett, 3×LP, 2×MiniDisc                      | 1              | 1              | 2              | 2              | 34             | 21             | 51             | 6              | 1              | 4              | - USA: 10× Platina[I] - KAN: Diamant - TYS: Guld - UK: Platina |
| 1998                                               | Adore - Släppt: 2 juni 1998 - Skivbolag: Virgin - Format: CD, kassett, 1.5×LP                                                                         | 2              | 1              | 1              | 2              | 1              | 3              | —              | 5              | 1              | 5              | - USA: Platina - AUS: Platina - KAN: 2× Platina - UK: Guld     |
| 2000                                               | Machina/The Machines of God - Släppt: 29 februari 2000 - Skivbolag: Virgin - Format: CD, kassett, 2×LP, MiniDisc                                      | 3              | 2              | 4              | 2              | 4              | 4              | 3              | 15             | 4              | 7              | - USA: Guld - AUS: Guld - KAN: Platina - NZ: Guld - UK: Silver |
| 2000                                               | Machina II/The Friends & Enemies of Modern Music - Släppt: 5 september 2000 - Skivbolag: Constantinople - Format: 3×10-tums+2×LP, digital nedladdning | —              | —              | —              | —              | —              | —              | —              | —              | —              | —              | [II]                                                           |
| 2007                                               | Zeitgeist - Släppt: 10 juli 2007 - Skivbolag: Reprise, Martha's Music - Format: CD, CD+DVD, digital nedladdning                                       | 2              | 7              | 6              | 1              | 24             | 7              | 5              | 7              | 1              | 4              | - USA: Guld - NZ: Guld                                         |
| 2012                                               | Oceania - Släppt: 19 juni 2012 - Skivbolag: EMI, Martha's Music - Format: CD, digital nedladdning, LP                                                 | 4              | 8              | 25             | 4              | 33             | 36             | 24             | 34             | 9              | 19             |                                                                |
| 2014                                               | Monuments to an Elegy - Släppt: 9 december 2014 - Skivbolag: BMG, Martha's Music - Format: CD, digital nedladdning, LP                                | 33             | 55             | —              | —              | —              | 62             | 83             | 94             | —              | 59             |                                                                |
| "—" betecknar en utgivning som inte listnoterades. | |                |                |                |                |                |                |                |                |                |                |                                                                |

^  I Mellon Collie and the Infinite Sadness har sålt 9× platina eftersom det är ett dubbelalbum med en speltid som överstiger 100 minuter – albumet fraktades i uppemot 4 700 000 exemplar, vilket motsvarar 9 400 000 skivor totalt.
^  II Machina II gavs ut kostnadsfritt på Internet och kunde således inte listnoteras eller certifieras.

### Livealbum
| År   | Albumdetaljer | Kommentarer                 |
| ---- | --- | --------------------------- |
| 1994 | Earphoria - Ursprunglig utgivning: 4 oktober 1994 - Kommersiell utgivning: 19 november 2002 - Skivbolag: Virgin - Format: CD | Soundtrack till Vieuphoria. |

### Samlingsalbum
| 1994                                               | Siamese Singles - Släppt: Juli 1994 - Skivbolag: Virgin - Format: Samlingsbox med 4×7"-vinyl                                   | —  | —  | —  | —  | —  | — | — | —   |                                                      |
| 1994                                               | Pisces Iscariot - Släppt: 4 oktober 1994 - Skivbolag: Virgin - Format: CD, kassett, LP, LP+7"-vinyl                            | 4  | 17 | —  | 17 | —  | — | 2 | 96  | - USA: Platina - KAN: Platina                        |
| 1996                                               | The Aeroplane Flies High - Släppt: 26 november 1996 - Skivbolag: Virgin - Format: Samlingsbox med 5×CD                         | 42 | —  | —  | —  | —  | — | — | 160 | - USA: Platina                                       |
| 2001                                               | Rotten Apples - Släppt: 20 november 2001 - Skivbolag: Virgin - Format: CD, kassett - Greatest hits                             | 31 | 4  | 15 | 5  | 28 | 6 | 5 | 28  | - USA: Guld - AUS: Platina - KAN: Platina - UK: Guld |
| 2001                                               | Judas O - Släppt: 20 november 2001 - Skivbolag: Virgin - Format: CD (Bonusskiva till limited edition-utgåvan av Rotten Apples) | —  | —  | —  | —  | —  | — | — | —   |                                                      |
| 2005                                               | Rarities and B-Sides - Släppt: 5 april 2005 - Skivbolag: EMI - Format: Digital nedladdning                                     | —  | —  | —  | —  | —  | — | — | —   |                                                      |
| "—" betecknar en utgivning som inte listnoterades. | |    |    |    |    |    |   |   |     |                                                      |

### EP-skivor
| År                                                 | Albumdetaljer | Topplaceringar | Topplaceringar | Topplaceringar | Topplaceringar | Topplaceringar |
| År                                                 | Albumdetaljer | USA            | USA Ind.       | TYS            | UK             |                |
| -------------------------------------------------- | --- | -------------- | -------------- | -------------- | -------------- | -------------- |
| 1991                                               | Lull - Släppt: 5 november 1991 - Skivbolag: Virgin - Format: 12"-vinyl, CD, kassett                                                                   | —              | —              | —              | —              |                |
| 1992                                               | Peel Sessions - Släppt: Juni 1992 - Skivbolag: Virgin - Format: 12"-vinyl, CD                                                                         | —              | —              | —              | —              |                |
| 1996                                               | Zero - Släppt: 26 april 1996 - Skivbolag: Virgin - Format: CD, kassett                                                                                | 46             | —              | —              | —              |                |
| 2008                                               | American Gothic - Släppt: 1 januari 2008 - Skivbolag: Reprise - Format: CD, digital nedladdning                                                       | —              | —              | 77             | 155            |                |
| 2010                                               | Teargarden by Kaleidyscope Vol. 1: Songs for a Sailor - Släppt: 25 mars 2010 - Skivbolag: Självutgiven - Format: Digital nedladdning, CD+7"-vinyl     | —              | 43             | —              | —              |                |
| 2010                                               | Teargarden by Kaleidyscope Vol. 2: The Solstice Bare - Släppt: 23 november 2010 - Skivbolag: Självutgiven - Format: Digital nedladdning, CD+12"-vinyl | —              | —              | —              | —              |                |
| "—" betecknar en utgivning som inte listnoterades. | |                |                |                |                |                |

### Icke-kommersiella album
| År   | Albumdetaljer                                                                                           | Kommentarer |
| ---- | --- | --- |
| 1995 | Live in Chicago 23.10.95 - Släppt: November 1995 - Skivbolag: Virgin/Delabel - Format: CD               | EP med fem livespår, släppt tillsammans med den franska utgåvan av Mellon Collie and the Infinite Sadness.                          |
| 1999 | The Smashing Pumpkins 1991–1998 - Släppt: December 1999 - Skivbolag: Virgin - Format: CD                | Greatest hits-album med 18 låtar, mestadels tidigare släppta singlar.                                                               |
| 2000 | Still Becoming Apart - Släppt: 29 februari 2000 - Skivbolag: Virgin - Format: CD                        | Bonusskiva till limited edition-utgåvan av Machina/The Machines of God.                                                             |
| 2000 | Live at Cabaret Metro 10-5-88 - Släppt: 2 december 2000 - Skivbolag: Constantinople - Format: CD        | Livealbum med sju låtar, utdelad till publiken vid gruppens sista framträdande innan splittringen år 2000.                          |
| 2009 | Bonus EP - Släppt: 25 februari 2009 - Skivbolag: LiveSmashingPumpkins.com - Format: Digital nedladdning | EP med fyra livespår, exklusiv för de som köpte ett dubbelkvälls biljettpaket till turnén "20th Anniversary" Tour via Ticketmaster. |

## Singlar
| 1990                                               | "I Am One" (Limited Potential-versionen)  | —   | —  | —  | —  | —   | —  | —  | —  | —  | —  | —   |             | Inget album                            |
| 1990                                               | "Tristessa" (Sub Pop-versionen)           | —   | —  | —  | —  | —   | —  | —  | —  | —  | —  | —   |             | Inget album                            |
| 1991                                               | "Siva"                                    | —   | —  | —  | —  | —   | —  | —  | —  | —  | 45 | —   |             | Gish                                   |
| 1991                                               | "Rhinoceros"                              | —   | 27 | —  | —  | —   | —  | —  | —  | —  | —  | —   |             | Gish                                   |
| 1992                                               | "I Am One"                                | —   | —  | —  | —  | —   | —  | —  | —  | —  | —  | 73  |             | Gish                                   |
| 1993                                               | "Cherub Rock"                             | —   | 7  | 23 | 87 | —   | 91 | —  | —  | —  | 16 | 31  |             | Siamese Dream                          |
| 1993                                               | "Today"[I]                                | 103 | 4  | 28 | 57 | —   | 82 | —  | —  | —  | 27 | 44  |             | Siamese Dream                          |
| 1994                                               | "Disarm"[II]                              | —   | 8  | 5  | 16 | —   | 13 | —  | —  | —  | 29 | 11  |             | Siamese Dream                          |
| 1994                                               | "Rocket"                                  | —   | —  | 28 | 26 | —   | 31 | —  | —  | —  | 26 | 114 |             | Siamese Dream                          |
| 1995                                               | "Bullet with Butterfly Wings"             | 22  | 2  | 4  | 33 | —   | 18 | 17 | 18 | —  | 41 | 20  | - USA: Guld | Mellon Collie and the Infinite Sadness |
| 1996                                               | "1979"                                    | 12  | 1  | 1  | 16 | 21  | 2  | 38 | 6  | 29 | 9  | 16  | - USA: Guld | Mellon Collie and the Infinite Sadness |
| 1996                                               | "Zero"[II]                                | —   | 9  | 15 | —  | —   | —  | —  | —  | —  | 3  | —   | - USA: Guld | Mellon Collie and the Infinite Sadness |
| 1996                                               | "Tonight, Tonight"                        | 36  | 5  | 4  | 21 | 39  | 32 | —  | 13 | 46 | 2  | 7   | - NZ: Guld  | Mellon Collie and the Infinite Sadness |
| 1996                                               | "Thirty-Three"                            | 39  | 2  | 18 | 51 | —   | 24 | —  | —  | —  | 7  | 21  |             | Mellon Collie and the Infinite Sadness |
| 1997                                               | "The End Is the Beginning Is the End"[II] | —   | 4  | 12 | 10 | 37  | 29 | 41 | 7  | 74 | 6  | 10  | - AUS: Guld | Batman & Robin soundtrack              |
| 1998                                               | "Ava Adore"                               | 42  | 3  | 8  | 19 | —   | 16 | —  | 15 | 77 | 5  | 11  |             | Adore                                  |
| 1998                                               | "Perfect"                                 | 54  | 3  | 33 | 56 | —   | 13 | —  | —  | —  | 18 | 24  |             | Adore                                  |
| 2000                                               | "Stand Inside Your Love"[III]             | 106 | 2  | 11 | 31 | —   | —  | —  | 30 | —  | 17 | 23  |             | Machina/The Machines of God            |
| 2000                                               | "Try, Try, Try"                           | —   | —  | —  | —  | —   | —  | —  | —  | —  | —  | 73  |             | Machina/The Machines of God            |
| 2000                                               | "Untitled"                                | —   | —  | —  | —  | —   | —  | —  | 46 | —  | —  | —   |             | Rotten Apples                          |
| 2007                                               | "Tarantula"                               | 54  | 2  | 6  | —  | 50  | 30 | —  | 44 | —  | —  | 59  |             | Zeitgeist                              |
| 2007                                               | "That's the Way (My Love Is)"             | —   | 23 | 32 | —  | —   | —  | —  | —  | —  | —  | 94  |             | Zeitgeist                              |
| 2008                                               | "G.L.O.W."[III]                           | 108 | 11 | 25 | —  | —   | 80 | —  | —  | —  | —  | —   |             | Inget album                            |
| 2010                                               | "Freak"                                   | —   | 27 | —  | —  | —   | —  | —  | —  | —  | —  | —   |             | Teargarden by Kaleidyscope             |
| 2011                                               | "Owata"                                   | —   | —  | —  | —  | —   | —  | —  | —  | —  | —  | —   |             | Teargarden by Kaleidyscope             |
| 2012                                               | "The Celestials"                          | —   | 29 | —  | —  | 112 | 40 | —  | —  | —  | —  | —   |             | Oceania                                |
| 2012                                               | "Panopticon"                              | —   | —  | —  | —  | —   | —  | —  | —  | —  | —  | —   |             | Oceania                                |
| 2014                                               | "Being Beige"                             | —   | —  | —  | —  | —   | —  | —  | —  | —  | —  | —   |             | Monuments to an Elegy                  |
| 2014                                               | "One and All"                             | —   | —  | 34 | —  | —   | —  | —  | —  | —  | —  | —   |             | Monuments to an Elegy                  |
| 2014                                               | "Drum + Fife"                             | —   | —  | —  | —  | —   | —  | —  | —  | —  | —  | —   |             | Monuments to an Elegy                  |
| "—" betecknar en utgivning som inte listnoterades. |                                           |     |    |    |    |     |    |    |    |    |    |     |             |                                        |

- I ^  "Today" låg inte på Billboard Hot 100 men nådde tredje plats på listan Bubbling Under Hot 100 Singles, vilken fungerar som en förlängning av Hot 100-listan med ytterligare 25 låtar. Låten nådde även plats 56 på Hot 100 Airplay.
- II ^  Singeln låg inte på US Hot 100 men gick in på US Hot 100 Airplay chart.
- III ^  Singeln låg inte på US Hot 100 men gick in på US Bubbling Under Hot 100 Singles chart.

### Promosinglar
| År                                                 | Titel                       | Topplaceringar | Topplaceringar | Topplaceringar | Topplaceringar | Topplaceringar | Topplaceringar | Album                                  |
| År                                                 | Titel                       | US             | US Alt.        | US Main.       | CAN            | CAN Alt.       | UK             | Album                                  |
| -------------------------------------------------- | --------------------------- | -------------- | -------------- | -------------- | -------------- | -------------- | -------------- | -------------------------------------- |
| 1992                                               | "Daughter"[IV]              | —              | —              | —              | —              | —              | —              | Inget album                            |
| 1992                                               | "Drown"                     | —              | 24             | —              | —              | —              | —              | Singles soundtrack                     |
| 1994                                               | "Landslide"[V]              | —              | 3              | —              | 47             | —              | —              | Pisces Iscariot                        |
| 1996                                               | "Muzzle"[V]                 | —              | 8              | 10             | 33             | 1              | —              | Mellon Collie and the Infinite Sadness |
| 1997                                               | "Eye"[V]                    | —              | 8              | —              | —              | —              | —              | Lost Highway soundtrack                |
| 1998                                               | "Crestfallen"               | —              | —              | —              | —              | —              | —              | Adore                                  |
| 1998                                               | "Daphne Descends"[VI]       | —              | —              | —              | —              | —              | —              | Adore                                  |
| 1998                                               | "Summer"[VII]               | —              | —              | —              | —              | —              | —              | "Perfect"                              |
| 1999                                               | "To Sheila"                 | —              | —              | —              | —              | —              | —              | Adore                                  |
| 1999                                               | "The Everlasting Gaze"      | 113            | 4              | 14             | —              | 11             | —              | Machina/The Machines of God            |
| 2000                                               | "Heavy Metal Machine"[VIII] | —              | —              | —              | —              | —              | —              | Machina/The Machines of God            |
| 2000                                               | "I of the Mourning"         | —              | —              | —              | —              | —              | —              | Machina/The Machines of God            |
| 2007                                               | "Doomsday Clock"            | 97             | —              | —              | —              | —              | 185            | Zeitgeist                              |
| 2010                                               | "Widow Wake My Mind"        | —              | —              | —              | —              | —              | —              | Teargarden by Kaleidyscope             |
| 2010                                               | "A Song for a Son"          | —              | —              | —              | —              | —              | —              | Teargarden by Kaleidyscope             |
| 2010                                               | "Astral Planes"             | —              | —              | —              | —              | —              | —              | Teargarden by Kaleidyscope             |
| 2010                                               | "The Fellowship"            | —              | —              | —              | —              | —              | —              | Teargarden by Kaleidyscope             |
| "—" betecknar en utgivning som inte listnoterades. |                             |                |                |                |                |                |                |                                        |

- IV ^  "Daughter" släpptes som en 7-tums ensidig flexisingel i prenumeranternas exemplar av tidskriften Reflex som utkom den 4 april 1992.[31][32]
- V ^  Singeln låg inte på US Hot 100 men gick in på US Hot 100 Airplay chart.
- VI ^  "Daphne Descends" släpptes som en CD-promosingel exklusivt i Frankrike.[33]
- Vii ^  B-sidan av singeln "Perfect", skriven av James Iha och släppt som en kassett-promosingel.[34]
- VIII ^  "Heavy Metal Machine" släpptes som en kassett-promosingel före utgivningen av Machina.[35][36]

## Videografi

### Videoalbum
| År   | Albumdetaljer | Certifikat                                           |
| ---- | --- | ---------------------------------------------------- |
| 1994 | Vieuphoria - Släppt (VHS): 4 oktober 1994 - Släppt (DVD): 26 november 2002 - Skivbolag: Virgin                                 | - USA: Guld                                          |
| 2001 | Greatest Hits Video Collection - Släppt: 19 november 2001 - Skivbolag: Virgin - Format: DVD                                    | - USA: Guld - AUS: Platina - KAN: Platina - UK: Guld |
| 2008 | If All Goes Wrong - Släppt: 1 december 2008 - Skivbolag: Coming Home Media - Format: 2×DVD                                     | - KAN: Platina                                       |
| 2013 | Oceania: Live in NYC - Släppt: 24 september 2013 - Skivbolag: Universal Music Enterprises - Format: 2×CD+DVD, 1 Blu-ray, 1 DVD | - KAN: Platina                                       |

### Musikvideor
| År   | Titel                                 | Regissör                              |
| ---- | ------------------------------------- | ------------------------------------- |
| 1991 | "Siva"                                | Angela Conway                         |
| 1991 | "Rhinoceros"                          | Angela Conway                         |
| 1992 | "I Am One"[I]                         | Kevin Kerslake                        |
| 1993 | "Cherub Rock"                         | Kevin Kerslake                        |
| 1993 | "Today"                               | Stéphane Sednaoui                     |
| 1994 | "Disarm"                              | Jake Scott                            |
| 1994 | "Rocket"                              | Jonathan Dayton och Valerie Faris     |
| 1995 | "Bullet with Butterfly Wings"         | Samuel Bayer                          |
| 1996 | "1979"                                | Jonathan Dayton och Valerie Faris     |
| 1996 | "Zero"                                | Yelena Yemchuk                        |
| 1996 | "Tonight, Tonight"                    | Jonathan Dayton och Valerie Faris     |
| 1996 | "Thirty-Three"                        | Billy Corgan och Yelena Yemchuk       |
| 1997 | "The End Is the Beginning Is the End" | Jonathan Dayton och Valerie Faris[II] |
| 1998 | "Ava Adore"                           | Dom and Nic                           |
| 1998 | "Perfect"                             | Jonathan Dayton och Valerie Faris     |
| 2000 | "The Everlasting Gaze"                | Jonas Åkerlund                        |
| 2000 | "Stand Inside Your Love"              | W.I.Z.                                |
| 2000 | "Try, Try, Try"                       | Jonas Åkerlund                        |
| 2000 | "Untitled" (Version 1)                | Bart Lipton                           |
| 2007 | "Tarantula"                           | P.R. Brown                            |
| 2007 | "That's the Way (My Love Is)"         | P.R. Brown                            |
| 2008 | "Superchrist"                         | Justin Coloma                         |
| 2008 | "G.L.O.W."                            | Justin Coloma                         |
| 2011 | "Owata"                               | Robby Starbuck                        |
| 2015 | "Being Beige"                         | Brad Palmer och Brian Palmer          |
| 2015 | "Drum + Fife"                         | Jimmy Allhander och Robin Antiga      |

- I^ Släpptes första gången 2001 på dvd:n Greatest Hits Video Collection.
- II^ Innehåller footage från filmen Batman & Robin som regisserades av Joel Schumacher.

## Övriga utgivna låtar
| År   | Titel                                                                                 | Utgivning                                                          |
| ---- | ------------------------------------------------------------------------------------- | ------------------------------------------------------------------ |
| 1989 | "My Dahlia" and "Sun"                                                                 | Light into Dark                                                    |
| 1991 | "Jackie Blue"[I]                                                                      | 20 Explosive Dynamic Super Smash Hit Explosions!                   |
| 1992 | "Drown"                                                                               | Singles: Original Motion Picture Soundtrack                        |
| 1993 | "Glynis"                                                                              | No Alternative                                                     |
| 1994 | "Spaceboy" (live, akustisk)                                                           | NME Brat Pack                                                      |
| 1995 | "Rudolph the Red-Nosed Reindeer"[II] (live)                                           | No Toys for O.J.                                                   |
| 1996 | "Sad Peter Pan"[III] (med Red Red Meat)                                               | Sweet Relief II: Gravity of the Situation                          |
| 1996 | "Rocket" (live, akustisk)                                                             | ONXRT: Live from the Archives Volume 3                             |
| 1997 | "Christmastime"                                                                       | A Very Special Christmas 3                                         |
| 1997 | "Eye"                                                                                 | Lost Highway soundtrack                                            |
| 1997 | "The End Is the Beginning Is the End" och "The Beginning Is the End Is the Beginning" | Batman & Robin soundtrack                                          |
| 1998 | "Never Let Me Down Again"[IV]                                                         | For the Masses (ursprungligen släppt som b-sida till "Rocket")     |
| 2001 | "Never Let Me Down Again"[IV]                                                         | Not Another Teen Movie soundtrack                                  |
| 2006 | "To Sheila" (live)                                                                    | The Bridge School Collection, Vol.1                                |
| 2007 | "Doomsday Clock"                                                                      | Transformers soundtrack                                            |
| 2007 | "United States" (live)                                                                | Live Earth: The Concerts for a Climate in Crisis                   |
| 2008 | "Superchrist"                                                                         | Fresh Cuts, Vol. 2                                                 |
| 2009 | "FOL"                                                                                 | Reklamfilmen Epic Lap för Hyundai Genesis Coupe (Super Bowl XLIII) |
| 2010 | "The Fellowship"                                                                      | The Vampire Diaries soundtrack                                     |

^  I Ozark Mountain Daredevils-cover
^  II Johnny Marks-cover
^  III Vic Chestnutt-cover
^  IV Depeche Mode-cover